# ひ
ひ або ヒ (/hi/; МФА: [çi]; укр. хі) — склад в японській мові, один зі знаків японської силабічної абетки кана. Становить 1 мору. Розміщується у комірці 2-го рядка 6-го стовпчика таблиці ґодзюон.
Має похідні:
- дзвінкі звуки — び або ビ (/bi/; МФА: [bi] • [bʲ]; укр. бі);
- напівдзвінкі звуки — ぴ або ピ (/pi/; МФА: [pi] • [pʲ]; укр. пі).

## Короткі відомості

### Опис
Фонема сучасної японської мови. Складається з одного глухого твердопіднебінного фрикатива [ç] та одного неогубленого голосного переднього ряду високого піднесення [i] (い). Приголосні бувають різними залежно від типу.
| Глухий піднебінний щілинний:     |  | /h/ → | ひ | [çi] | (основний звук) |
| Дзвінкий губно-губний проривний: |  | /b/ → | び | [bi] | (похідний звук) |
| Глухий губно-губний проривний:   |  | /p/ → | ぴ | [pi] | (похідний звук) |

При додаванні голосного [і] до знаків кани рядка い, зазвичай, відбувається явище палаталізації. Тому び та ぴ часто записуються як палаталізовані [bʲ] та [pʲ]. Проте у випадку додавання голосного [і] до приголосного [h], замість палаталізації відбувається перетворення останнього у новий звук — глухий піднебінний щілинний приголосний [ç]. Відповідно, ひ записується в транскрипції МФА як [çi], а не палаталізований [hʲ].
До IX століття знак ひ вимовлявся як [pi], У X—XVI століттях — як [ɸi], а з XVII століття і по сьогодні — як [çi].
Крім цього, в історичному використанні кани знак ひ читався як [çi] лише на початку слова; в решті випадків він вимовлявся як い — [i].

### Порядок
Місце у системах порядку запису кани:
- Порядок ґодзюону: 27.
- Порядок іроха: 44. Між ゑ і も.

### Абетки
- Хіраґана: ひ

Походить від скорописного написання ієрогліфа 比 (хі, порівняння).
- Катакана: ヒ

Походить від скорописного написання правої складової ієрогліфа 比 (хі, порівняння).
- Манйоґана: 比 • 必 • 卑 • 賓 • 日 • 氷 • 飯 • 負 • 嬪 • 臂 • 避 • 臂 • 匱 • 非 • 悲 • 斐 • 火 • 肥 • 飛 • 樋 • 干 • 乾 • 彼 • 被 • 秘

### Транслітерації

#### ひ
- Кирилиця:
Система Поліванова: ХІ (хі).
Альтернативні системи: ХІ (хі).
- Латинка
Система Хепберна: HI (hi).
Японська система: HI (hi).
JIS X 4063: hi
Айнська система: HI (hi).

#### び
- Кирилиця:
Система Поліванова: БІ (бі).
Альтернативні системи: БІ (бі)
- Латинка
Система Хепберна: BI (bi).
Японська система: BI (bi).
JIS X 4063: bi
Айнська система: BI (bi).

#### ぴ
- Кирилиця:
Система Поліванова: ПІ (пі).
Альтернативні системи: ПІ (пі)
- Латинка
Система Хепберна: PI (pi).
Японська система: PI (pi).
JIS X 4063: pi
Айнська система: PI (pi).

### Інші системи передачі
- Шрифт Брайля:
| ●－ ●● |
- Радіоабетка: ХІкокі но ХІ (飛行機のヒ; «хі» літака)
- Абетка Морзе: －－・・－